# Kröver Rijk
Het Kröver Rijk was een bestuurlijke eenheid binnen het Heilige Roomse Rijk.
Kröv was oorspronkelijk een dorp dat deel uitmaakte van het koningsgoed. De bewoners beschouwden zich daarom als vrijen en zagen hun dorp als rijksdorp. Koning Rudolf van Habsburg verpandde het dorp echter op 25 november 1274 aan het graafschap Sponheim. Anderzijds kocht het keurvorstendom Trier de voogdijrechten van de heren van Daun in 1355. Deze verschillende rechten leidden tot een conflict dat tot 1784 zou duren. De positie van Sponheim werd in 1399 versterkt, toen het rijkspandschap werd omgezet in een rijksleen. na het uitsterven van de graven van Sponheim in 1453 kwamen de rechten in het Kröver Rijk samen met het graafschap aan Palts-Simmern en het markgraafschap Baden. ook tijdens de Reformatie liep de spanning weer op, omdat Baden en de Palts een einde wilden maken aan het katholicisme en de aartsbisschop-keurvorst van Trier dit niet accepteerde.
In 1598 kwam het tot een slepend proces bij het Rijkskamergerecht, dat pas in 1784 tot een definitief oordeel kwam. Het gebied bleef gemeenschappelijk bezit van Trier en Sponheim (inmiddels deel van het hertogdom Palts-Zweibrücken). Hierbij ontving Trier een derde van de inkomsten en Palts-Zweibrücken twee derde van de inkomsten. 
In 1797 werd het gebied ingelijfd bij Frankrijk. Het Congres van Wenen kende het gebied in 1815 aan Pruisen toe.

## Gebied
Kröv, Kövenich, Kinheim, Kindel, Bengel, Kinderbeuern, Reil en Erden.